# 경상고등학교 (경남)
경상고등학교(慶尙高等學校)는 대한민국 경상남도 창원시 의창구 소계동에 있는 사립 고등학교이다.

## 학교 연혁
- 1973년 9월 19일 : 학교법인 청송학원 설립인가
- 1973년 9월 19일 : 설립자 송창복 이사장 취임
- 1973년 10월 2일 : 마산경상고등학교 설립인가(24학급)
- 1974년 1월 5일 : 초대 조호제 교장 취임
- 1974년 3월 5일 : 제1회 신입생 입학식(8학급 480명)
- 1975년 11월 21일 : 학급 증설인가(30학급)
- 1990년 11월 9일 : 대강당 (청송관) 준공
- 1996년 10월 1일 : 학교명을 ‘경상고등학교’로 개정
- 2000년 6월 12일 : 제2대 송기원 이사장 취임
- 2002년 2월 28일 : 서편 별관건물 10개 교실규모 준공
- 2004년 2월 6일 : 제3대 박영숙 이사장 취임
- 2013년 3월 1일 : 제9대 송기원 교장 취임
- 2017년 2월 10일 : 제41회 졸업식(졸업생 총수 19,365명)
- 2017년 3월 3일 : 제44회 신입생 입학(220명)
- 2018년 2월 12일 : 제 42회 졸업식(졸업생 총수 19,560명)
- 2018년 3월 2일 : 제45회 신입생 입학(183명)
- 2019년 2월 12일 : 제 43회 졸업식(졸업생 총수 19,792명)
- 2019년 3월 1일 : 제10대 정원주 교장 취임
- 2019년 3월 5일 : 제46회 신입생 입학(174명)
- 2020년 9월 1일 : 제11대 허형도 교장 취임
- 2022년 7월 12일 : 제4대 송기원 이사장 취임
- 2023년 2월 9일 : 제47회 졸업식(졸업생 총수 20,468명)
- 2023년 2월 15일 : 제5대 이혜정 이사장 취임
- 2023년 3월 3일 : 제50회 신입생 입학(8학급 194명)
- 2024년 1월 4일 : 제48회 졸업식(졸업생 총수 20,618명)
- 2024년 3월 5일 : 제51회 신입생 입학(7학급 167명)
- 2025년 3월 1일 : 제12대 김미경 교장 취임
- 2025년 3월 4일 : 제52회 신입생 입학(7학급 165명)

## 참고 자료
- 경상고등학교 - 한국교육학술정보원 학교알리미